# Lago Argentino (departement)
Lago Argentino is een departement in de Argentijnse provincie Santa Cruz. Het departement (Spaans:  departamento) heeft een oppervlakte van 37.292 km² en telt 7.500 inwoners.

## Plaatsen in departement Lago Argentino
- El Calafate
- El Chaltén
- La Leona
- Puerto Bandera
- Tres Lagos